# 桃園県
桃園県（繁: 桃園縣、とうえん-けん）は、かつて中華民国台湾省に存在した県。1950年（民国39年）に新竹県を分割して設置され、2014年（民国103年）に直轄市である桃園市に昇格して台湾省から離脱した。直轄市への昇格直前（2014年12月）の人口は台湾地区内で最多の2,058,328人であり、人口が200万人を超えた2010年（民国99年）6月以降は直轄市に準ずる権限を有していた（通称：準直轄市）。

## 行政区画
1945年（昭和20年/民国34年）10月25日、日本の敗戦に伴って台湾は中華民国国民政府に接収（台湾光復）され、台湾省が設置された。現在の桃園市・新竹県・新竹市・苗栗県の範囲に存在した新竹州は、台湾省の県として新竹県に改編され、州の下に存在した郡は全て「区」に改称された。新竹州時代の州庁所在地であった新竹市が省轄市（現：市）に昇格して新竹県から分離したため、新竹県政府は桃園区桃園鎮に設置された。
1949年（民国38年）、大渓区角板郷、竹東区尖石郷・五峰郷、大湖区大安郷が合併して新峰区が設置された。
1950年（民国39年）、台湾省全体での大規模な行政区画改編に伴って新竹県が分割され、桃園区・中壢区・大渓区・新峰区角板郷の範囲を以て桃園県が設置されて4鎮・9郷を管轄下に置いた。
1954年（民国43年）、角板郷が復興郷に改称される。
1967年（民国56年）、中壢鎮が県轄市に昇格する。
1971年（民国60年）、桃園鎮が県轄市に昇格する。
1992年（民国81年）、平鎮郷が県轄市に昇格する。
1995年（民国84年）、八徳郷が県轄市に昇格する。
2010年（民国99年）、楊梅鎮が県轄市に昇格する。
2014年（民国103年）、蘆竹郷が県轄市に昇格する。
直轄市への昇格時点で、桃園県には6市・1鎮・6郷が存在していた。

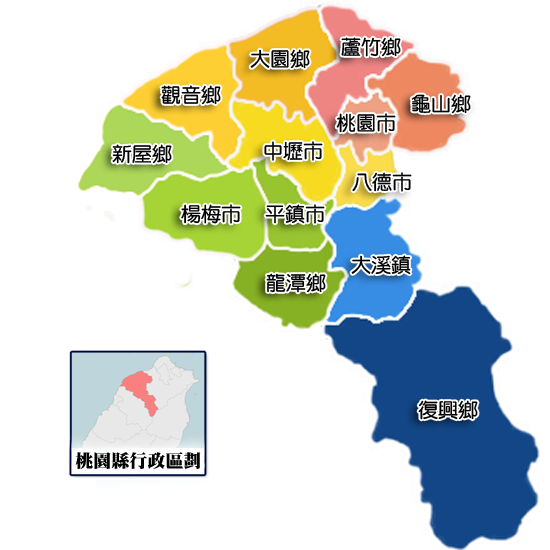
桃園県の行政区画（2014年）

| 区分   | 数 | 名称                                                     |
| ------ | -- | -------------------------------------------------------- |
| 県轄市 | 6  | 桃園市 \| 中壢市 \| 八徳市 \| 平鎮市 \| 楊梅市 \| 蘆竹市 |
| 鎮     | 1  | 大渓鎮                                                   |
| 郷     | 6  | 龍潭郷 \| 亀山郷 \| 大園郷 \| 観音郷 \| 新屋郷 \| 復興郷 |

## 県政府組織

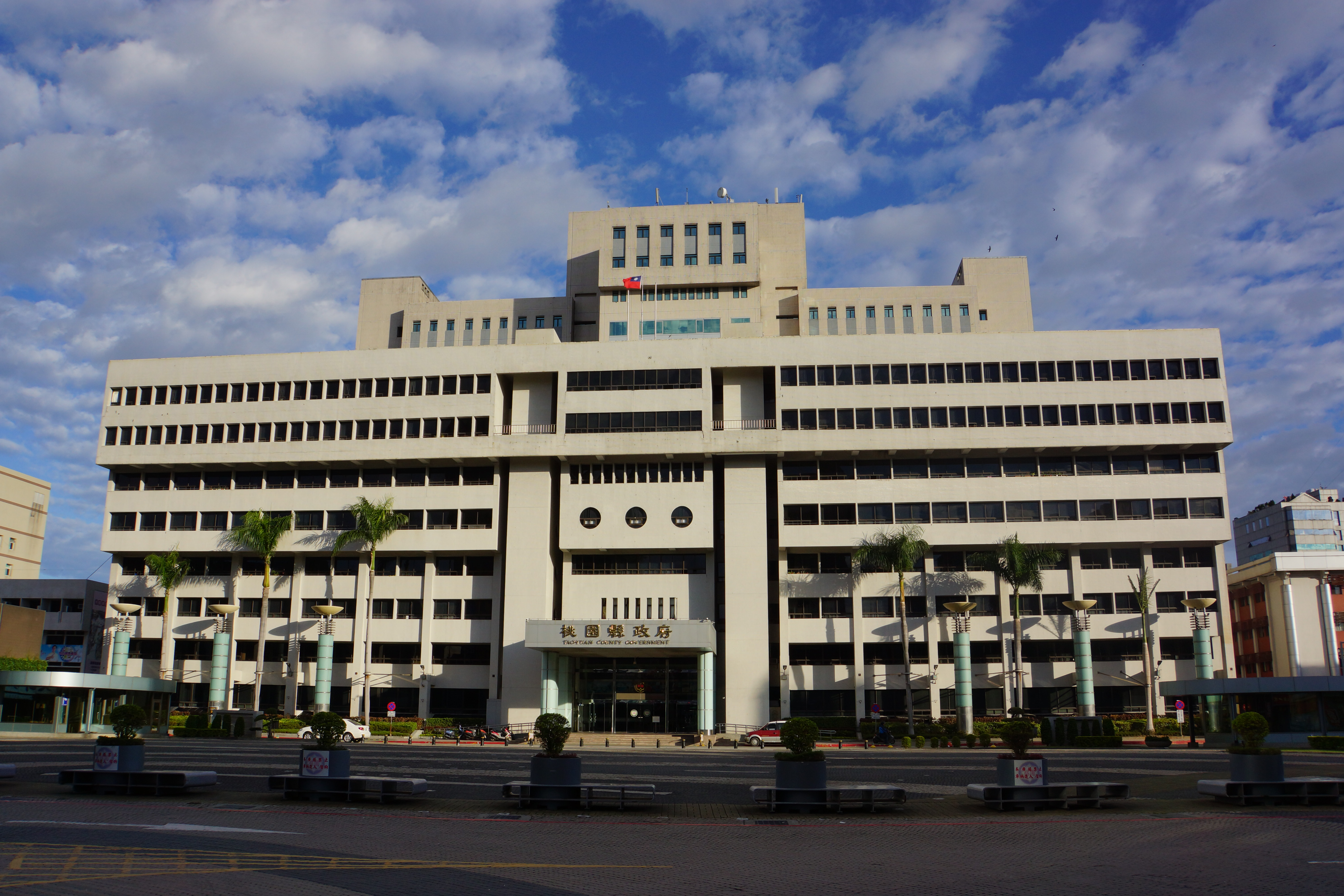
桃園県政府（現：桃園市政府）

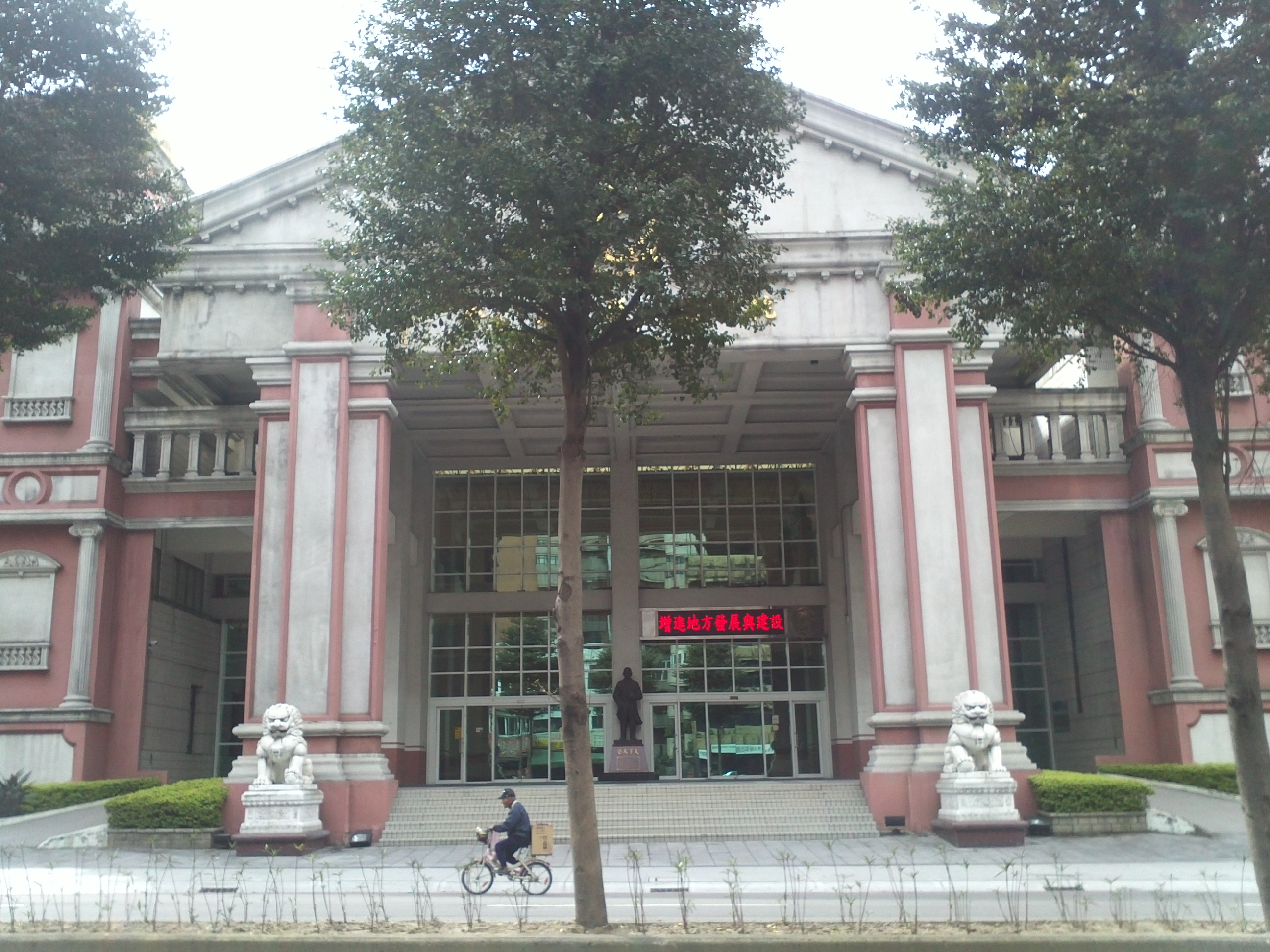
桃園県議会（現：桃園市議会）

2014年時点での桃園県政府の組織：
- 民政局
- 教育局
- 社会局
- 労動・人力資源局
- 財政局
- 工商発展局
- 農業発展局
- 地政局
- 城郷発展局
- 工務局
- 水務局
- 原住民行政局
- 交通局
- 観光行銷局
- 警察局
- 衛生局
- 環境保護局
- 消防局
- 文化局
- 地方税務局
- 客家事務局
- 新聞処
- 秘書処
- 法制処
- 人事処
- 主計処
- 政風処
- 研究発展考核委員会

## 歴代県長

### 地方自治実施前
| 代 | 氏名 | 写真 | 所属政党   | 在任期間                      |
| -- | ---- | ---- | ---------- | ----------------------------- |
| 1  | 徐言 |      | 中国国民党 | 1950年10月25日 - 1951年5月1日 |

### 地方自治実施後
| 代   | 期 | 氏名   | 写真                            | 所属政党   | 在任期間                        |
| ---- | -- | ------ | ------------------------------- | ---------- | ------------------------------- |
| 1    | 1  | 徐崇徳 |                                 | 中国国民党 | 1951年5月1日 - 1954年6月2日     |
| 1    | 2  | 徐崇徳 | 1954年6月2日 - 1957年6月2日     | 中国国民党 |                                 |
| 2    | 3  | 張芳燮 |                                 | 中国国民党 | 1957年6月2日 - 1960年6月2日     |
| 3    | 4  | 呉鴻麟 |                                 | 中国国民党 | 1960年6月2日 - 1964年6月2日     |
| 4    | 5  | 陳長寿 |                                 | 中国国民党 | 1964年6月2日 - 1968年6月2日     |
| 5    | 6  | 許新枝 |                                 | 中国国民党 | 1968年6月2日 - 1972年6月2日     |
| 代理 | 6  | 李樹猶 |                                 | 中国国民党 | 1972年6月2日 - 1973年2月1日     |
| 6    | 7  | 呉伯雄 |                                 | 中国国民党 | 1973年2月1日 - 1976年12月20日   |
| 代理 | 7  | 翁鈐   |                                 | 中国国民党 | 1976年12月20日 - 1977年12月20日 |
| 7    | 8  | 許信良 |                                 | 無所属     | 1977年12月20日 - 1979年7月1日   |
| 代理 | 8  | 葉国光 |                                 | 中国国民党 | 1979年7月1日 - 1981年12月20日   |
| 8    | 9  | 徐鴻志 |                                 | 中国国民党 | 1981年12月20日 - 1985年12月20日 |
| 8    | 10 | 徐鴻志 | 1985年12月20日 - 1989年12月20日 | 中国国民党 |                                 |
| 9    | 11 | 劉邦友 |                                 | 中国国民党 | 1989年12月20日 - 1993年12月20日 |
| 9    | 12 | 劉邦友 | 1993年12月20日 - 1996年11月21日 | 中国国民党 |                                 |
| 代理 | 12 | 廖本洋 |                                 | 中国国民党 | 1996年11月21日 - 1997年3月28日  |
| 10   | 12 | 呂秀蓮 |                                 | 民主進歩党 | 1997年3月28日 - 1997年12月20日  |
| 10   | 13 | 呂秀蓮 | 1997年12月20日 - 2000年5月20日  | 民主進歩党 |                                 |
| 代理 | 13 | 許応深 |                                 | 民主進歩党 | 2000年5月20日 - 2001年12月20日  |
| 11   | 14 | 朱立倫 |                                 | 中国国民党 | 2001年12月20日 - 2005年12月20日 |
| 11   | 15 | 朱立倫 | 2005年12月20日 - 2009年9月10日  | 中国国民党 |                                 |
| 代理 | 15 | 黄敏恭 |                                 | 中国国民党 | 2009年9月10日 - 2009年12月20日  |
| 12   | 16 | 呉志揚 |                                 | 中国国民党 | 2009年12月20日 - 2014年12月25日 |